# Dornschrecken
Die Dornschrecken, mit wissenschaftlichem Namen Tetrigidae, sind eine Familie in der Ordnung der Heuschrecken (Orthoptera). Sie werden, als einzige Familie, in eine Überfamilie Tetrigoidea gestellt.

## Merkmale

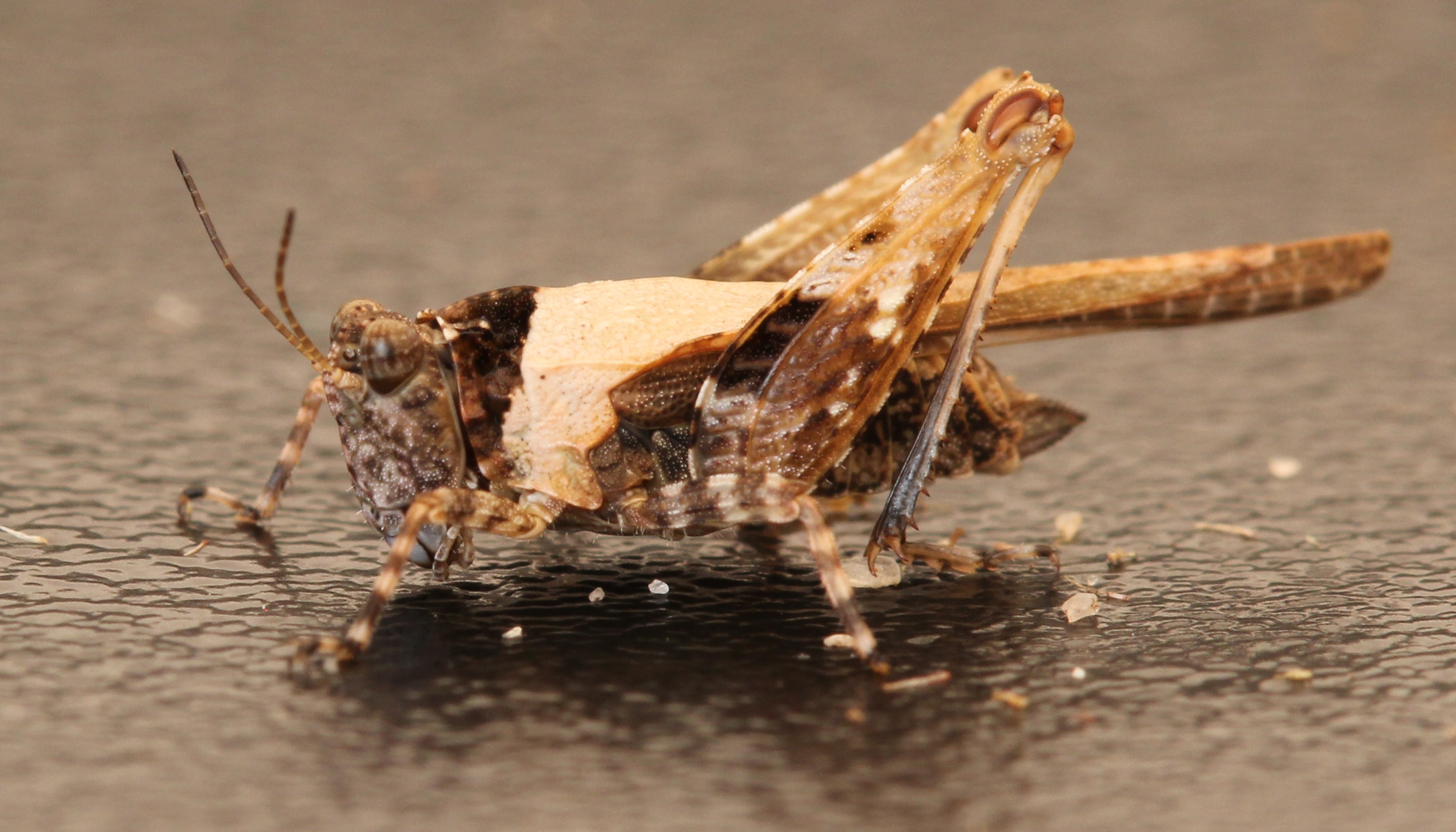
Eine typische Tetrigiden-Art, die oft auf Sandbänken in Gewässern im südlichen Afrika vorkommt. Deutlich ist das Pronotum sichtbar, das die Hinterflügel bedeckt. Der rudimentäre Deckflügel ist oberhalb der Hüfte (Coxa) des Hinterbeins zu erkennen.

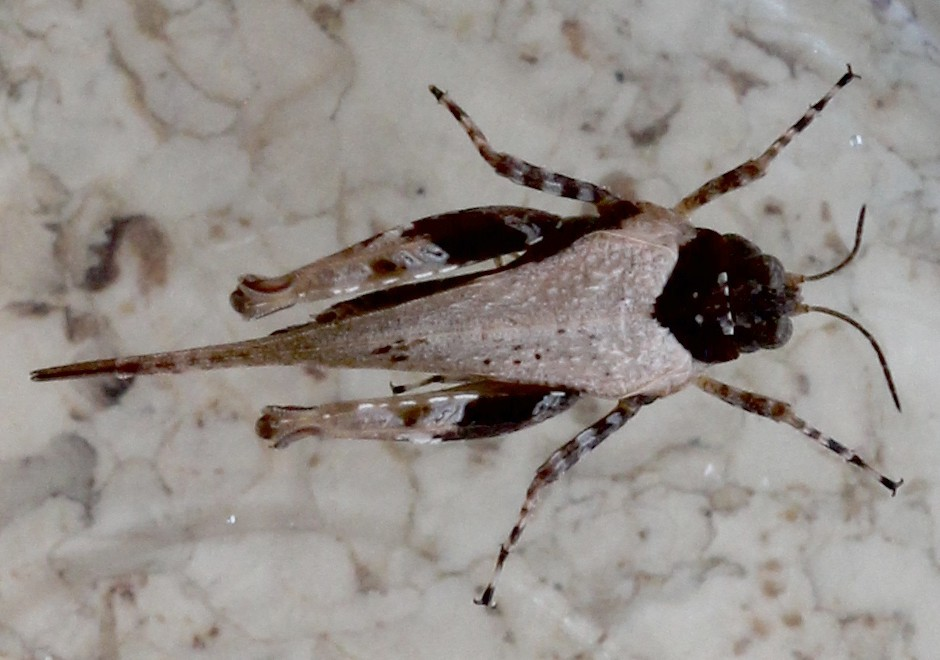
Rückenansicht. Dasselbe Tier von oben betrachtet. In beiden Bildern ist die massive Struktur der Hinterschenkel (Femora) deutlich.

Tetrigidae sind im Allgemeinen relativ kleine Heuschrecken, die Körperlänge der europäischen Arten liegt um 10 mm. Sie sind meist unauffällig grau oder braun gefärbt, oft dunkel gefleckt, wobei die Färbung und Zeichnung auch innerhalb der Arten oft sehr variabel ist. Das Integument ist meist körnig oder warzig strukturiert. Die Färbung der Tiere ist tarnfarben (kryptisch), wobei die individuelle Färbung und Zeichnung perfekt mit derjenigen des Lebensraums übereinstimmen kann und parallel mit dieser variiert. Dieser Polyphänismus wird teilweise direkt durch Einflüsse des Lebensraums ausgelöst und muss nicht genetisch determiniert sein. Einige Arten ahmen mit ihrem Körperumriss Blätter, Steine oder Ästchen nach (Mimese). Vor allem bei tropischen Arten trägt das Pronotum manchmal bizarr geformte Auswüchse, deren Funktion unbekannt ist.
Typisch und namengebend ist die Struktur des Halsschilds (Pronotum). Dieser ist nach hinten verlängert und bedeckt meist den ganzen Rumpf, oft den ganzen Körper bis zur Spitze des Hinterleibs (Abdomen), oder ragt noch darüber hinaus. Er läuft nach hinten in einen spitzen Dorn aus. Die Länge des Dorns ist verschieden und kann innerhalb derselben Art variabel sein. Die langdornigen Formen besitzen lange und vollständige Hinterflügel, die Tiere sind meist flugfähig. Bei kurzdornigen Arten und Formen sind die Hinterflügel verkürzt, sie sind kaum oder gar nicht flugfähig. Die Vorderflügel sind, wie typisch für Heuschrecken, als derbe Deckflügel (Tegmina) ausgebildet, sie sind immer schuppenförmig verkürzt, rudimentär und funktionsunfähig und zum Teil unter dem Pronotum verborgen. Selten sind ein, oder beide, Flügelpaare auch völlig rückgebildet.
Der Kopf der Dornschrecken trägt meist halbkugelig vorspringende, aber nicht sehr große Komplexaugen. Es sind außerdem drei Punktaugen (Ocellen) vorhanden, die auf der Vorderseite des Kopfs sitzen. Der waagrechte, von oben sichtbare Teil des Kopfs wird Fastigium genannt, er ist bei den meisten Arten durch einen Querkiel an der Kopfspitze von der übrigen Stirn abgesetzt. Oft ist der Kopf zwischen den Augen nach vorn in eine Spitze verlängert. Das Pronotum und das Fastigium besitzen außerdem fast immer einen längs verlaufenden Mittelkiel, der sich nach vorn auf die Stirn verlängert; oft gabelt er sich nach unten hin und der untere, mittlere Ocellus sitzt in dieser Gabelung. Die Antennen sind schmal und fadenförmig, mit rundlichem zweiten Glied (Pedicellus), aber in der Regel recht kurz. Sie bestehen bei den europäischen Arten aus 12 bis 16 Gliedern. Am Rumpf ist die Bauchplatte des ersten Segments (Prosternum) nach vorn erweitert und umgibt kragenartig die Mundwerkzeuge. Die Laufbeine sind kräftig entwickelt, die Hinterschenkel stark vergrößert, sie verleihen den Tieren, wie typisch für Heuschrecken, Sprungvermögen. Die Schienen (Tibien) tragen meist vier Kiele und, wie die Schenkel, eine unterschiedliche Anzahl Dornen. Die Fußglieder (Tarsen) sind teilweise reduziert oder verwachsen, es sind an Vorder- und Mittelbeinen zwei, an den Hinterbeinen drei freie Tarsenglieder erkennbar.

## Vorkommen und Verbreitung
Die Arten der Familie sind fast weltweit verbreitet, mit Verbreitungsschwerpunkt in den Tropen Ostasiens, Afrikas und Südamerikas. In Europa kommen nur 12 Arten vor, in Deutschland 6 Arten der Gattung Tetrix. Alle europäischen Arten gehören in die Gattungen Tetrix und Paratettix in der Unterfamilie Tetriginae (einige früher zusätzlich unterschiedene Gattungen wie Tetratetrix, Uvarovitettix, Mesotettix, Mishtshenkotetrix sind synonymisiert worden und werden heute nicht mehr anerkannt).
Tetrigidae leben gewöhnlich am Boden und in der Streuschicht, an den Ufern von Flüssen und anderen Gewässern, in Sümpfen und anderen bodenfeuchten Lebensräumen. Einige Arten, auch in Mitteleuropa, leben auch in trockenen Lebensräumen, dann aber typischerweise in vegetationsarmen, offenen Habitaten mit Moos- und Flechtenbewuchs. Sie ernähren sich unter anderem von Algen und Kieselalgen, Detritus sowie von Moosen. Die nordamerikanische Arten Paratettix aztecus und Paratettix mexicanus beispielsweise ernähren sich zu 80 bis 100 % von Algen als aquatischen Primärproduzenten. Bei einer Untersuchung von sieben tropischen Arten aus drei Unterfamilien auf Borneo erwies sich bei allen Arten Detritus, also abgestorbene Pflanzensubstanz, als wichtigste Nahrungsquelle. Es ist bisher keine Art nachgewiesen, deren Nahrung zu wesentlichen Teilen aus grünen Blättern höherer Pflanzen bestehen würde oder die sich räuberisch ernährt. Allerdings ist die Biologie und Ökologie fast aller tropischen Arten bisher nahezu unbekannt.
Uferarten können teilweise auf der Wasseroberfläche schwimmen und springen bei Gefahr gern ins Wasser. Einige Arten der Tribus Scelimenini sind voll-aquatisch und können auch unter Wasser schwimmen. Diese etwa 70 aquatischen Arten leben alle im tropischen Ostasien.
Die höchste Biodiversität der Familie Tetrigidae findet sich in tropischen Wäldern. Dort gibt es Arten, die auf Bäumen leben, zwischen Moosen und Flechten in Brettwurzeln oder in den Baumkronen, während andere auf dem Waldboden leben.
Wie die anderen Orthoptera durchlaufen die Tetrigidae eine hemimetabole Entwicklung, wobei sich aus den Eiern Nymphen entwickeln, die den Erwachsenen Tieren bereits ähneln. Tetrigidae in gemäßigten Klimaten überwintern gewöhnlich als erwachsene Tiere (Imagines), seltener als Nymphen.
Einige Unterfamilien der Tetrigidae (Batrachideinae und andere) werden teilweise als eigenständige Familien betrachtet.

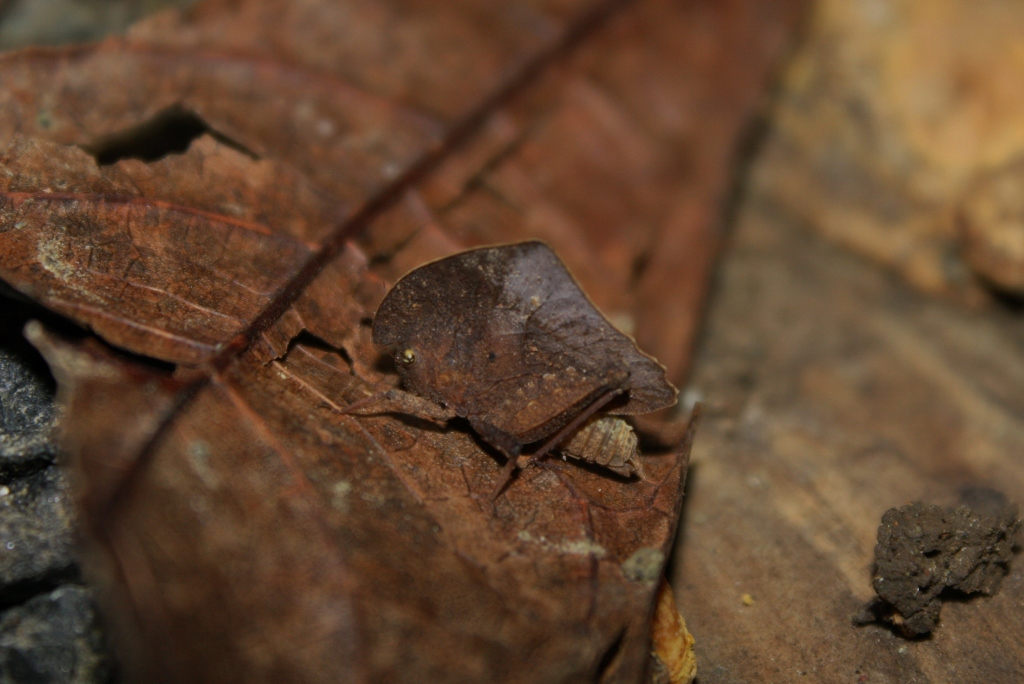
Unbestimmte Art der Gattung Hymenotes mit blattförmig verbreitertem Pronotum.

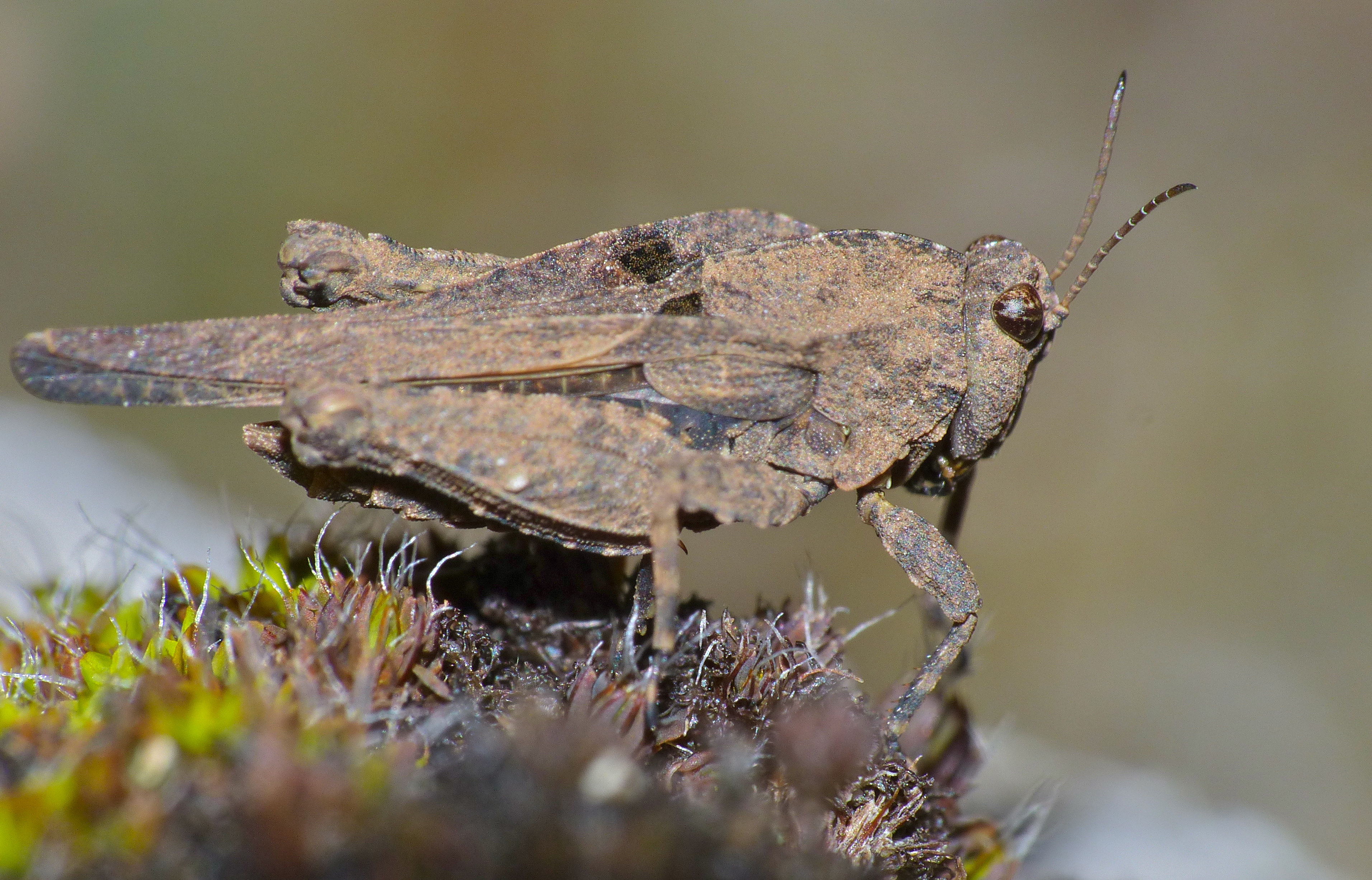
Depressotetrix depressa

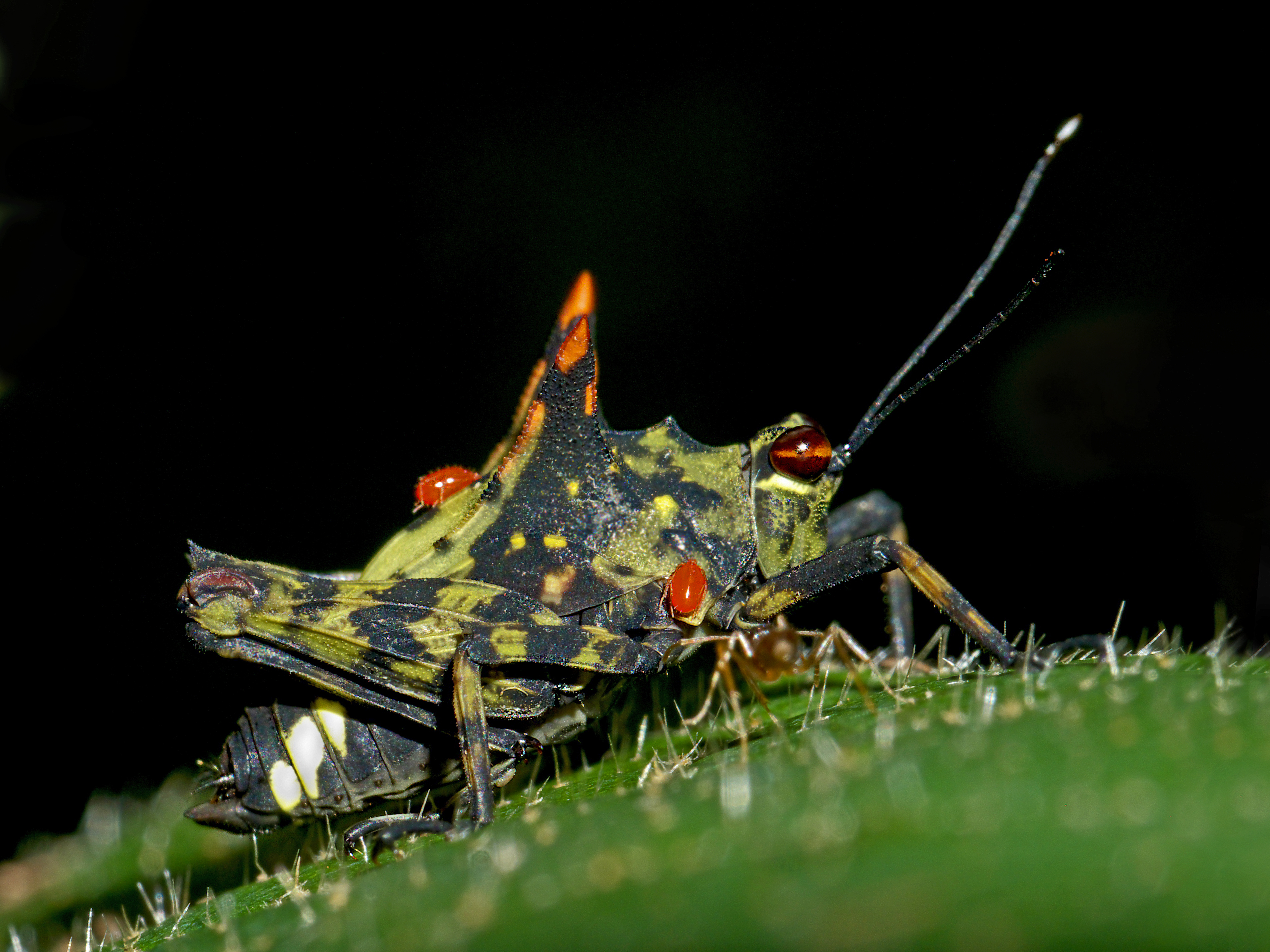
Holocerus taurus, mit rot gefärbten parasitischen Milben

## Phylogenie
Die Dornschrecken sind ein relativ basaler Abzweig der Kurzfühlerschrecken. Gemeinsam mit der Familie Tridactylidae gelten sie als die Gruppe mit den meisten ursprünglichen (plesiomorphen) Merkmalen unter den Kurzfühlerschrecken. Nach einer phylogenomischen Analyse von 2015 sind sie, nach den Tridactyloidea, die am frühesten abspaltende Familie, mit allen anderen Kurzfühlerschrecken, zusammen als Acridomorpha bezeichnet, als Schwestergruppe. Die Aufspaltung in Tetrigoidea und Acridomorpha wird bereits in der Trias vermutet. Entgegen früheren Vermutungen sind die Tridactyloidea (mit den Familien der Tridactylidae, Ripipterygidae und Cylindrachetidae) und die Tetrigoidea (mit den Dornschrecken als einziger Familie) also vermutlich keine Schwestergruppen, die gemeinsamen Merkmale sind Symplesiomorphien.

## Systematik
Knapp 2000 Arten sind beschrieben:
- Batrachideinae Bolívar, 1887. Die Unterfamilie ist morphologisch gekennzeichnet durch einen auch nach vorn vorspringenden Fortsatz des Pronotum, durch dessen quadratisch geformte Seitenlappen (Paranota) und durch die höhere Anzahl der Antennenglieder (etwa 20). Die Unterfamilie wurde von einigen Bearbeitern als eigenständige Familie aufgefasst, was sich aber nicht durchgesetzt hat. Die Batrachideinae sind fast weltweit verbreitet, ihr Mannigfaltigkeitszentrum liegt in den Tropen der Neuen Welt.
  -     - Apteropedon Bruner, 1910
    - Ascetotettix Grant, 1956
    - Batrachidea Serville, 1838
    - Eutettigidea Hancock, 1914
    - Halmatettix Hancock, 1909
    - Lophoscirtus Bruner, 1911
    - Palaisioscaria Günther, 1936
    - Paurotarsus Hancock, 1900
    - Paxilla Bolívar, 1887
    - Phloeonotus Bolívar, 1887
    - Plectronotus Morse, 1900
    - Puiggaria Bolívar, 1887
    - Rehnidium Grant, 1956
    - Saussurella Bolívar, 1887
    - Scaria Bolívar, 1887
    - Tettigidea Scudder, 1862
    - Vilma Steinmann, 1973
    - Vingselina Sjöstedt, 1921
- Cladonotinae Bolívar, 1887. Die Unterfamilie umfasst kurzflügelige (brachyptere), oft völlig flügellose Arten mit blattartig erweitertem Frontalkiel. Sie sind pantropisch verbreitet, mit Schwerpunkt in der Alten Welt.
  -     - Afrolarcus Günther, 1979
    - Antillotettix Perez-Gelabert, 2003
    - Austrohancockia Günther, 1938
    - Bahorucotettix Perez-Gelabert, Hierro & Otte, 1998
    - Choriphyllum Serville, 1838
    - Cladonotella Hancock, 1909
    - Cladonotus Saussure, 1862
    - Cota Bolívar, 1887
    - Cubanotettix Perez-Gelabert, Hierro & Otte, 1998
    - Cubonotus Perez-Gelabert, Hierro & Otte, 1998
    - Dasyleurotettix Rehn, 1904
    - Deltonotus Hancock, 1904
    - Diotarus Stål, 1877
    - Dolatettix Hancock, 1907
    - Eleleus Bolívar, 1887
    - Epitettix Hancock, 1907
    - Fieberiana Kirby, 1914
    - Gestroana Berg, 1898
    - Gignotettix Hancock, 1909
    - Haitianotettix Perez-Gelabert, Hierro & Otte, 1998
    - Hancockella Uvarov, 1940
    - Hippodes Karsch, 1890
    - Hottettix Perez-Gelabert, Hierro & Otte, 1998
    - Hymenotes Westwood, 1837
    - Hypsaeus Bolívar, 1887
    - Microthymochares Devriese, 1991
    - Misythus Stål, 1877
    - Mucrotettix Perez-Gelabert, Hierro & Otte, 1998
    - Nesotettix Holdhaus, 1909
    - Oxyphyllum Hancock, 1909
    - Paraphyllum Hancock, 1913
    - Paraxelpa Sjöstedt, 1932
    - Pelusca Bolívar, 1912
    - Phyllotettix Hancock, 1902
    - Piezotettix Bolívar, 1887
    - Potua Bolívar, 1887
    - Pseudogignotettix Liang, 1990
    - Pseudohyboella Günther, 1938
    - Sierratettix Perez-Gelabert, Hierro & Otte, 1998
    - Stegaceps Hancock, 1913
    - Tepperotettix Rehn, 1952
    - Tettilobus Hancock, 1909
    - Thymochares Rehn, 1929
    - Tiburonotus Perez-Gelabert, Hierro & Otte, 1998
    - Tondanotettix Willemse, 1928
    - Truncotettix Perez-Gelabert, Hierro & Otte, 1998
    - †Baeotettix Heads, 2009
- Discotettiginae Hancock, 1907. Arten mit 12 bis 14 Antennengliedern, deren letzte blattförmig erweitert sind. Das erste und dritte Glied der Hintertarsen sind gleich lang. Tropisches Ostasien.
  -     - Amphinotus Hancock, 1904
    - Discotettix Costa, 1864
    - Hydrotetrix Uvarov, 1926
    - Lamellitettigodes Günther, 1939
    - Paraguelus Günther, 1939
    - Spartolus Stål, 1877
    - Arulenus Stål, 1877
    - Hirrius Bolívar, 1887
- Lophotettiginae Hancock, 1909. Leben in Zentral- und Südamerika.
  -     - Lophotettix Hancock, 1909
    - Phelene Bolívar, 1906
- Metrodorinae Bolívar, 1887. Die Unterfamilie umfasst Arten, bei denen die Antennen und der mediane Ocellus unterhalb der Augen ansetzen, und bei denen erstes und drittes Segment der Hintertarsen gleich lang sind. Fast weltweit verbreitet, fehlt aber in Europa.
  -     - Allotettix Hancock, 1899
    - Amorphopus Serville, 1838
    - Andriana Rehn, 1929
    - Apterotettix Hancock, 1904
    - Arexion Rehn, 1929
    - Austrohyboella Rehn, 1952
    - Bara Rehn, 1929
    - Bullaetettix Günther, 1937
    - Calyptraeus Wang, 2001
    - Camelotettix Hancock, 1907
    - Centrosotettix Günther, 1939
    - Charagotettix Brancsik, 1893
    - Chiriquia Morse, 1900
    - Cingalina Hebard, 1932
    - Cingalotettix Günther, 1939
    - Cleostratus Stål, 1877
    - Corystotettix Günther, 1939
    - Cotys (genus) Bolívar, 1887
    - Cotysoides Zheng & Jiang, 2000
    - Crimisodes Hebard, 1932
    - Crimisus Bolívar, 1887
    - Cryptotettix Hancock, 1900
    - Eomorphopus Hancock, 1900
    - Eurybiades Rehn, 1929
    - Eurymorphopus Hancock, 1907
    - Hildegardia Günther, 1974
    - Holocerus Bolívar, 1887
    - Hovacris Rehn, 1929
    - Hybotettix Hancock, 1900
    - Hyperyboella Günther, 1938
    - Indomiriatra Tinkham, 1939
    - Isandrus Rehn, 1929
    - Macromotettix Günther, 1939
    - Macromotettixoides Zheng, Wei & Jiang, 2005
    - Mazarredia Bolívar, 1887
    - Melainotettix Günther, 1939
    - Metamazarredia Günther, 1939
    - Metopomystrum Günther, 1939
    - Metrodora (genus) Bolívar, 1887
    - Miriatra Bolívar, 1906
    - Miriatroides Zheng & Jiang, 2002
    - Moluccasia Rehn, 1948
    - Myxohyboella Shishodia, 1991
    - Notocerus Hancock, 1900
    - Ocytettix Hancock, 1907
    - Ophiotettix Walker, 1871
    - Orthotettix Hancock, 1909
    - Orthotettoides Zheng, 1998
    - Otumba Morse, 1900
    - Oxytettix Rehn, 1929
    - Paraspartolus Günther, 1939
    - Platythorus Morse, 1900
    - Plesiotettix Hancock, 1907
    - Procytettix Bolívar, 1912
    - Pseudomitraria Hancock, 1907
    - Pseudoparatettix Günther, 1937
    - Pterotettix Bolívar, 1887
    - Rhopalina Tinkham, 1939
    - Rhopalotettix Hancock, 1910
    - Rhynchotettix Hancock, 1907
    - Salomonotettix Günther, 1939
    - Scabrotettix Hancock, 1907
    - Spadotettix Hancock, 1910
    - Synalibas Günther, 1939
    - Systolederus Bolívar, 1887
    - Threciscus Bolívar, 1887
    - Thyrsus Bolívar, 1887
    - Timoritettix Günther, 1971
    - Trigonofemora Hancock, 1906
    - Vaotettix Podgornaya, 1986
- Scelimeninae Hancock, 1907. Ausgezeichnet durch oberseits gekielte Mittel- und Hinterschenkel, dreieckige Seitenlappen (Paranota) des Pronotum, die oft Fortsätze tragen. Tropisches Asien, wenige Arten in Afrika und auf Neuguinea.
  - Criotettigini Kevan, 1966
    - Criotettix Bolívar, 1887
    - Euloxilobus Sjöstedt, 1936
    - Loxilobus Hancock, 1904
    - Tettitelum Hancock, 1915

  - Scelimenini Hancock, 1907
    - Amphibotettix Hancock, 1906
    - Eufalconius Günther, 1938
    - Euscelimena Günther, 1938
    - Falconius Bolívar, 1898
    - Gavialidium Saussure, 1862
    - Hexocera Hancock, 1915
    - Indoscelimena Günther, 1938
    - Paragavialidium Zheng, 1994
    - Paramphibotettix Günther, 1938
    - Platygavialidium Günther, 1938
    - Scelimena Serville, 1838
    - Tagaloscelimena Günther, 1938
    - Tefrinda Bolívar, 1906
    - Tegotettix Hancock, 1913

  - Thoradontini Kevan, 1966
    - Bolivaritettix Günther, 1939
    - Bolotettix Hancock, 1907
    - Eucriotettix Hebard, 1930
    - Hebarditettix Günther, 1938
    - Probolotettix Günther, 1939
    - Rostella Hancock, 1913
    - Syzygotettix Günther, 1938
    - Thoradonta Hancock, 1909
    - Xistra Bolívar, 1887
    - Xistrella Bolívar, 1909
    - Xistrellula Günther, 1939

  - ohne Zuordnung zu Triben:
    - Eufalconoides Zheng, Li & Shi, 2003
    - Hyboella Hancock, 1915
    - Zhengitettix Liang, 1994
- Tetriginae Serville, 1838. Die Arten der Tetriginae besitzen fadenförmige Antennen mit weniger als 15 Gliedern. Die Paranota sind dreieckig mit abgerundeter Spitze und nach unten gerichtet. Die Kiele auf dem Vertex sind L-förmig. Bei den langflügeligen Arten überragt die Spitze der Hinterflügel den langen Dorn. Weltweit verbreitet.
  - Dinotettigini Günther, 1979
    - Afrocriotettix Günther, 1938
    - Dinotettix Bolívar, 1905
    - Ibeotettix Rehn, 1930
    - Lamellitettix Hancock, 1904
    - Marshallacris Rehn, 1948
    - Pseudamphinotus Günther, 1979

  - Tetrigini Serville, 1838
    - Clinotettix Bei-Bienko, 1933
    - Coptotettix Bolívar, 1887
    - Euparatettix Hancock, 1904
    - Exothotettix Zheng & Jiang, 1993
    - Paratettix Bolívar, 1887
    - Tetrix Latreille, 1802
    - Thibron Rehn, 1939

  - ohne Zuordnung zu Triben:
    - Alulatettix Liang, 1993
    - Ankistropleuron Bruner, 1910
    - Bannatettix Zheng, 1993
    - Bienkotetrix Karaman, 1965
    - Bufonides Bolívar, 1898
    - Carolinotettix Willemse, 1951
    - Coptottigia Bolívar, 1912
    - Cranotettix Grant, 1955
    - Depressotetrix Brisout de Barneville, 1848 ou Karaman, 1960
    - Ergatettix Kirby, 1914
    - Flatocerus Liang & Zheng, 1984
    - Formosatettix Tinkham, 1937
    - Formosatettixoides Zheng, 1994
    - Gibbotettix Zheng, 1992
    - Hedotettix Bolívar, 1887
    - Heteropterus Wang, 1992
    - Leptacrydium Chopard, 1945
    - Macquillania Günther, 1972
    - Micronotus Hancock, 1902
    - Neocoptotettix Shishodia, 1984
    - Neotettix Hancock, 1898
    - Nomotettix Morse, 1894
    - Ochetotettix Morse, 1900
    - Phaesticus Uvarov, 1940
    - Sciotettix Ichikawa, 2001
    - Stenodorus Hancock, 1906
    - Teredorus Hancock, 1907
    - Tettiella Hancock, 1909
    - Tettiellona Günther, 1979
    - Uvarovitettix Bazyluk & Kis, 1960
    - Xiaitettix Zheng & Liang, 1993
- Tripetalocerinae Hancock, 1907. Die Unterfamilie umfasst Arten mit massiven Antennen, die aus wenigen Gliedern (8 bis 11) bestehen. Tropisches Südostasien.
  -     - Tripetalocera Westwood, 1834
    - Birmana Brunner von Wattenwyl, 1893
    - Kraengia Bolívar, 1909
- Tribus ohne Zuordnung zu Unterfamilien:
  - Xerophyllini Günther, 1979
    - Acmophyllum Karsch, 1890
    - Astyalus Rehn, 1939
    - Cladoramus Hancock, 1907
    - Morphopoides Rehn, 1930
    - Morphopus Bolívar, 1905
    - Pantelia Bolívar, 1887
    - Paulytettix Devriese, 1999
    - Royitettix Devriese, 1999
    - Sanjetettix Devriese, 1999
    - Seyidotettix Rehn, 1939
    - Trachytettix Stål, 1876
    - Trypophyllum Karsch, 1890
    - Xerophyllum Fairmaire, 1846
- Gattungen ohne Zuordnung zu Triben und Unterfamilien:
  -     - Aalatettix Zheng & Mao, 2002
    - Bidentatettix Zheng, 1992
    - Castetsia Bolívar, 1902
    - Christa Rehn, 1914
    - Cyphotettix Rehn, 1952
    - Lepocranus Devriese, 1991
    - Paramphinotus Zheng, 2004
    - Peronotettix Rehn, 1952
    - Pseudepitettix Zheng, 1995
    - Pseudosystolederus Günther, 1939
    - Pseudoxistrella Liang, 1991
    - Rehnitettix Günther, 1939
    - Rosacris Bolívar, 1931
    - Silanotettix Günther, 1959
    - Tuberfemurus Zheng, 1992
    - Yunnantettix Zheng, 1995
    - †Archaeotetrix Sharov, 1968
    - †Prototetrix Sharov, 1968

### Arten in Mitteleuropa (Auswahl)
- Zweipunkt-Dornschrecke (Tetrix bipunctata)
- Westliche Dornschrecke (Tetrix ceperoi)
- Kurzflügel-Dornschrecke (Tetrix kraussi)
- Säbel-Dornschrecke (Tetrix subulata)
- Langfühler-Dornschrecke (Tetrix tenuicornis)
- Türks Dornschrecke (Tetrix tuerki)
- Gemeine Dornschrecke (Tetrix undulata)